# Ludwig Deppe (Komponist)

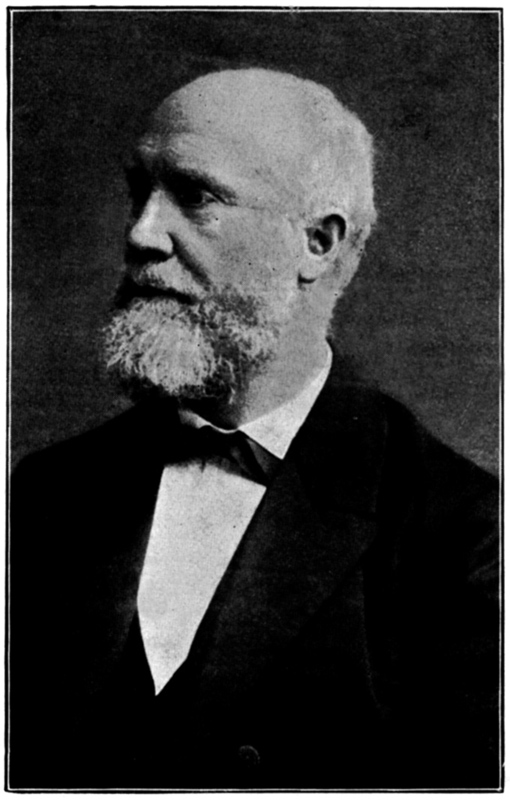
Ludwig Deppe

Ludwig Deppe (* 7. November 1828 in Alverdissen; † 5. September 1890 in Bad Pyrmont) war ein deutscher Komponist, Dirigent und Klavierpädagoge.

## Leben
Deppe studierte in Detmold Violin- und Klavierspiel sowie Komposition und ließ sich 1857, nachdem er unter Leitung von Eduard Marxsen in Altona und Johann Christian Lobe in Leipzig seine Studien abschloss, in Hamburg als Musiklehrer nieder.
An der Spitze eines Gesangvereins, zeichnete er sich bald als Dirigent so sehr aus, dass ihm größere Aufgaben übertragen wurden, wie etwa die Leitung einiger Oratorien von Georg Friedrich Händel in der Michaeliskirche. Nach größeren Reisen übernahm er 1871 die Leitung der Berliner Symphoniekapelle, gab diese jedoch nach Jahresfrist wieder auf, um seine Tätigkeit vorwiegend größeren Oratorienaufführungen sowie dem Unterricht zuzuwenden. Daneben hat er sich als Dirigent der 1876 ins Leben gerufenen schlesischen Musikfeste verdient gemacht.
Unter seinen Kompositionen sind die Ouvertüren zu Theodor Körners Drama Zriny und Friedrich Schillers Don Karlos, eine Symphonie in F und etliche Werke für Chor hervorzuheben. Deppe hat auch durch seine Instrumentierung mehrerer Oratorien von Händel die Würdigung dieses Komponisten wesentlich gefördert.
Eine große und bleibende Bedeutung hat Ludwig Deppe für die Entwicklung der modernen Klavierpädagogik erlangt. Seine Ideen wurden ausführlich von seiner Schülerin Elisabeth Caland (1862–1929) dargestellt und werden bis zum heutigen Tag diskutiert.

## Werke
- Zwei Jahre Kapellmeister an der Königlichen Oper zu Berlin, Bielefeld: Selle, 1890

## Sekundärliteratur
- Fay, Amy: Music-Study in Germany. Chicago, 1880, Reprint New York 1991. ISBN 0548745412
- Gerig, Reginald: Famous Pianists and Their Technique. Washington 1976. ISBN 0-88331-066-X
- Ydefeldt, Stefan, Die einfache runde Bewegung am Klavier: Bewegungsphilosophien um 1900 und ihre Auswirkungen auf die heutige Klaviermethodik. Augsburg 2018: Wissner Verlag. Original in Schwedisch, ISBN 978-3-95786-136-8

## Quelle
- Entnommen aus: Meyers Konversationslexikon 1885-1892

| Personendaten    | Personendaten                    |
| ---------------- | -------------------------------- |
| NAME             | Deppe, Ludwig                    |
| KURZBESCHREIBUNG | deutscher Komponist und Dirigent |
| GEBURTSDATUM     | 7. November 1828                 |
| GEBURTSORT       | Alverdissen                      |
| STERBEDATUM      | 5. September 1890                |
| STERBEORT        | Bad Pyrmont                      |